# بارهنگ ریجیدا
بارهنگ ریجیدا (نام علمی: Plantago rigida) نام یک گونه از سرده بارهنگ است.